# 大佐山白塚古墳

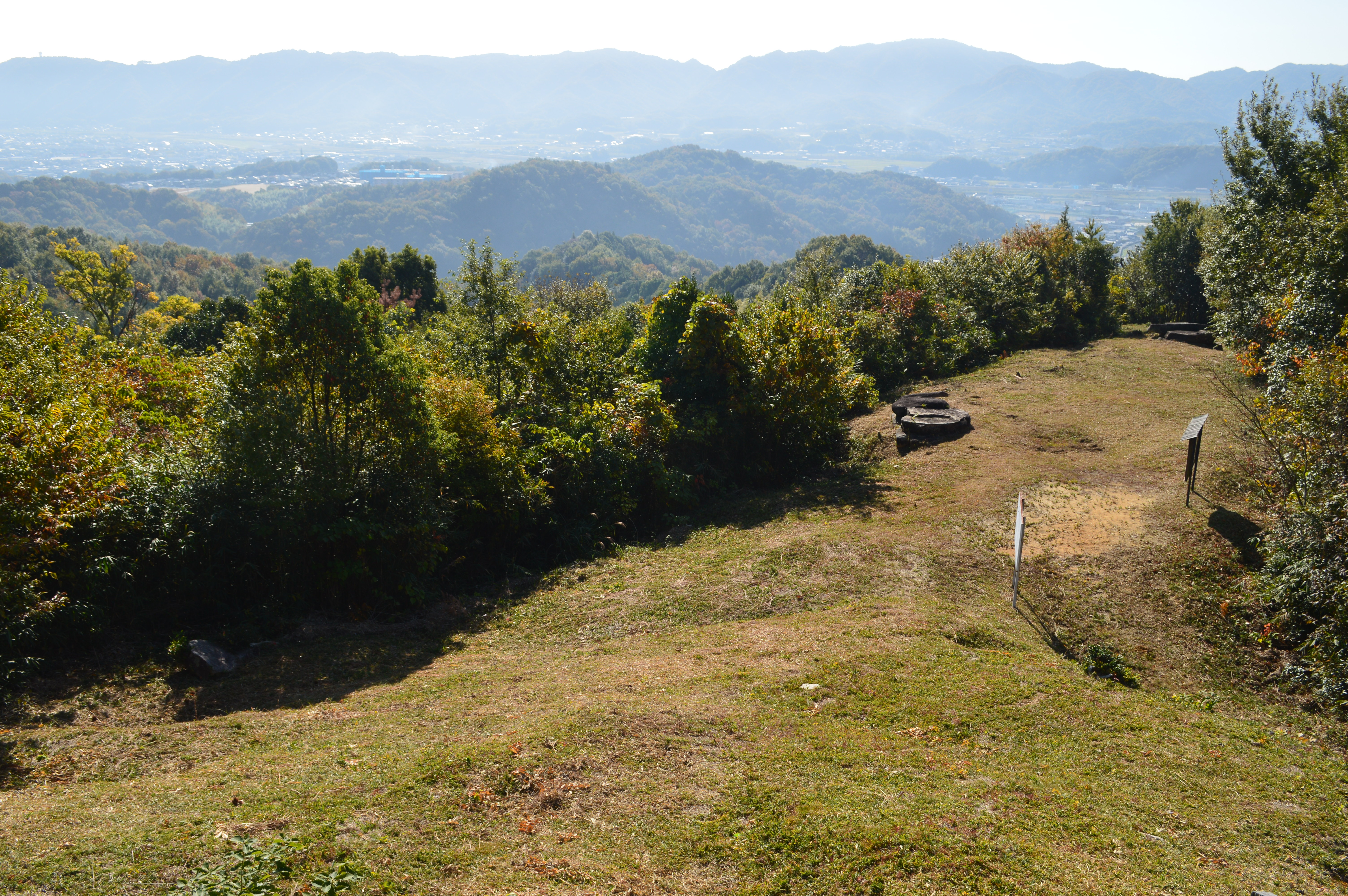
墳頂からの眺望眼下に大佐山古墳群が分布する。

大佐山白塚古墳（おおさやましらつかこふん、大佐山1号墳）は、広島県福山市新市町戸手にある古墳。形状は方墳（または円墳）。大佐山古墳群を構成する古墳の1つ。広島県指定史跡に指定されている。

## 概要
広島県東部、神辺平野北縁の大佐山（標高188メートル）の山頂付近において、平野を一望する南斜面に築造された古墳である。一帯に分布する大佐山古墳群のうちでは最大規模になる。発掘調査は実施されていない。
墳形は方形（または円形）で、一辺12メートルを測る。墳丘正面の裾部には貼石状石列が、背後に周溝が認められる。埋葬施設は両袖式の横穴式石室で、南方向に開口する。花崗岩の切石を使用した整美な石室で、玄室・羨道の間には石柱を立てる。副葬品は詳らかでない。築造時期は古墳時代終末期の7世紀前半（または7世紀中葉）頃と推定される。
古墳域は1948年（昭和23年）に広島県指定史跡に指定されている。

## 遺跡歴
- 江戸時代、『西備名区』に記述[4]。
- 1948年（昭和23年）9月17日、広島県指定史跡に指定。
- 1949年（昭和24年）8月2日、史跡指定名称の変更。
- 1979年（昭和54年）、測量調査[4]。

## 埋葬施設

石室俯瞰図

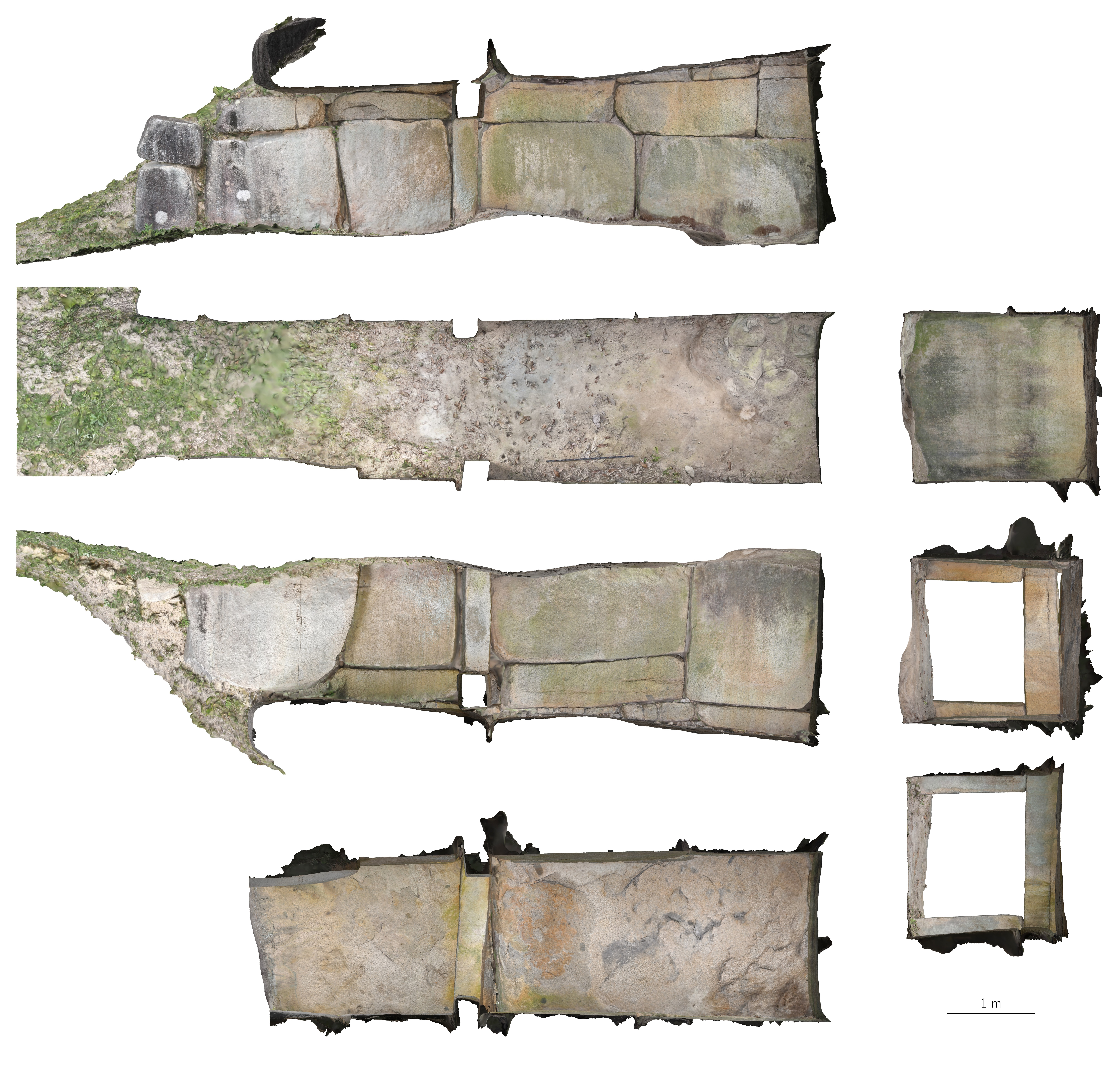
石室展開図

埋葬施設としては両袖式横穴式石室が構築されており、南方向に開口する。石室の規模は次の通り。
- 石室全長：7.8メートル[1]
- 玄室：長さ3.75-3.88メートル、幅1.9メートル、高さ2.2メートル
- 羨道：長さ約4メートル

石室は花崗岩の切石を使用した整美なもので、玄室と羨道の境には石柱を立ててその上に鴨居状の石を架けて区別する。玄室と羨道の規模を揃えようとした意図が認められるため、羨道部を前室、玄室部を後室とする複室構造の石室と解する説もある。同様の構造をもつ石室としては、大坊古墳（福山市神辺町西中条）・狼塚2号古墳（福山市駅家町法成寺）がある。
石室の奥壁には一枚石を立て、側壁は玄室・羨道とも2段積みである。「白塚」という名称のいうように石室内面には漆喰を塗布したと考えられるが、現在では明瞭でない。石室内部には小礫が散在しており、床面は礫敷の可能性が高いとされる。

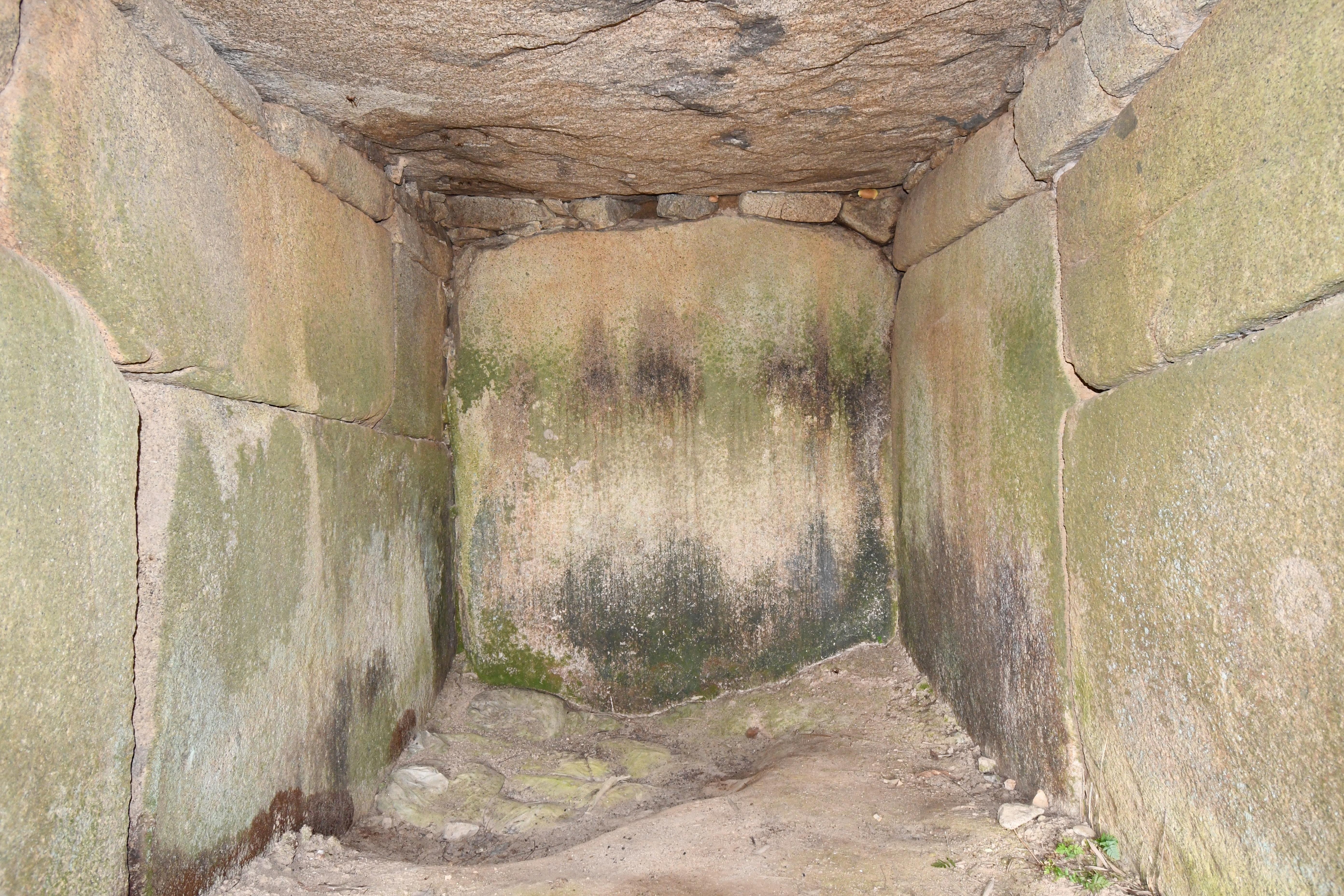
玄室（奥壁方向）
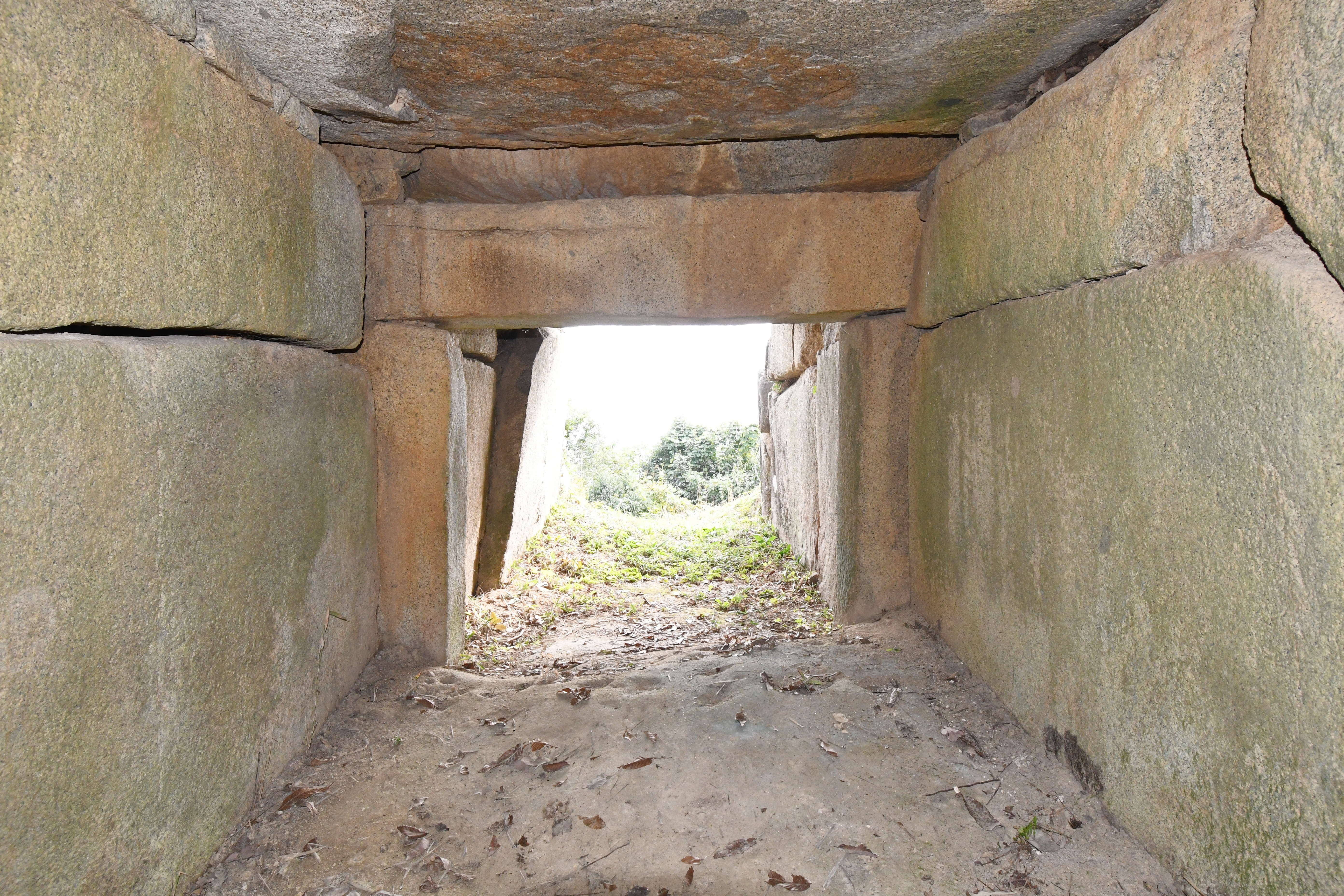
玄室（開口部方向） 左右に石柱。
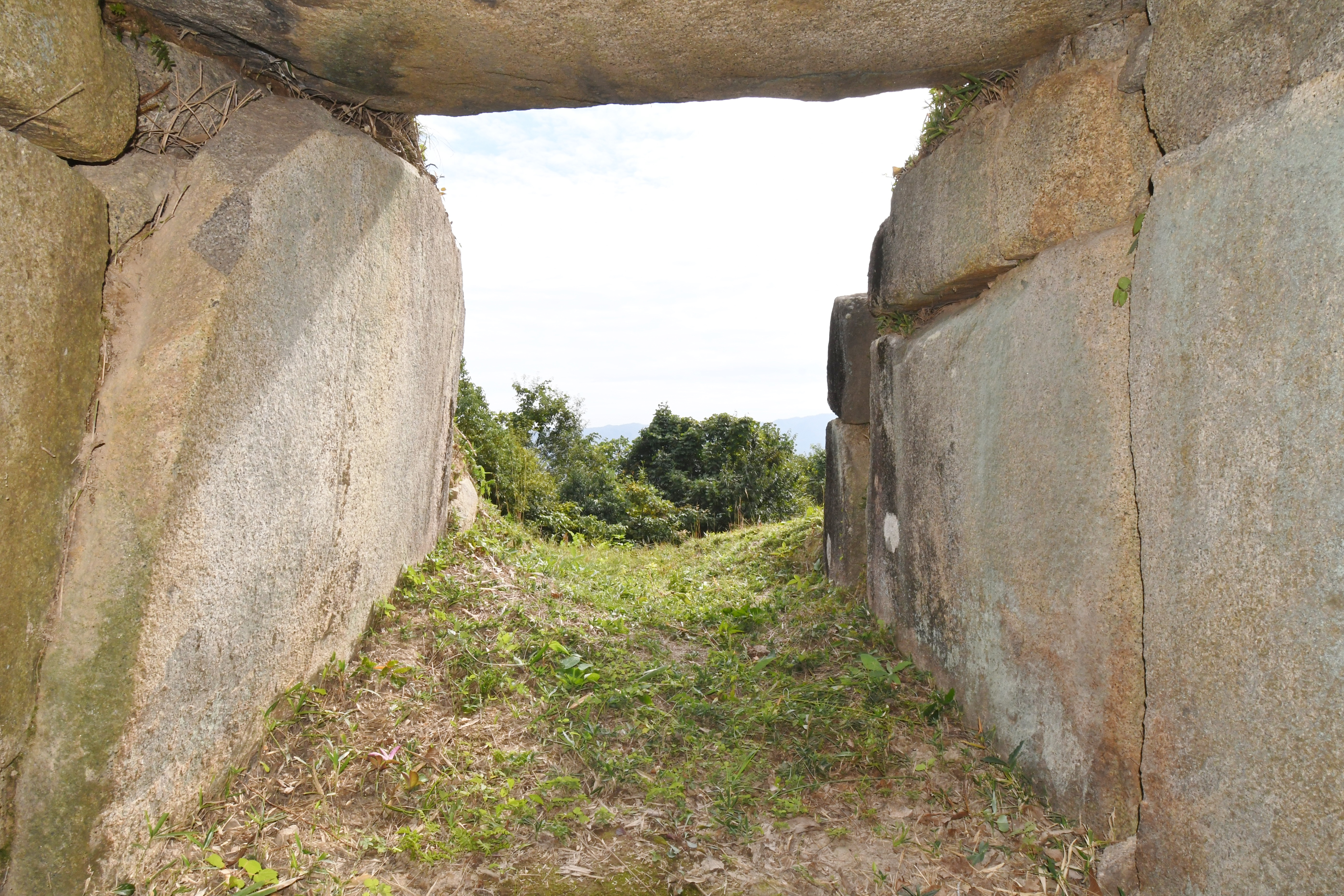
羨道（開口部方向）
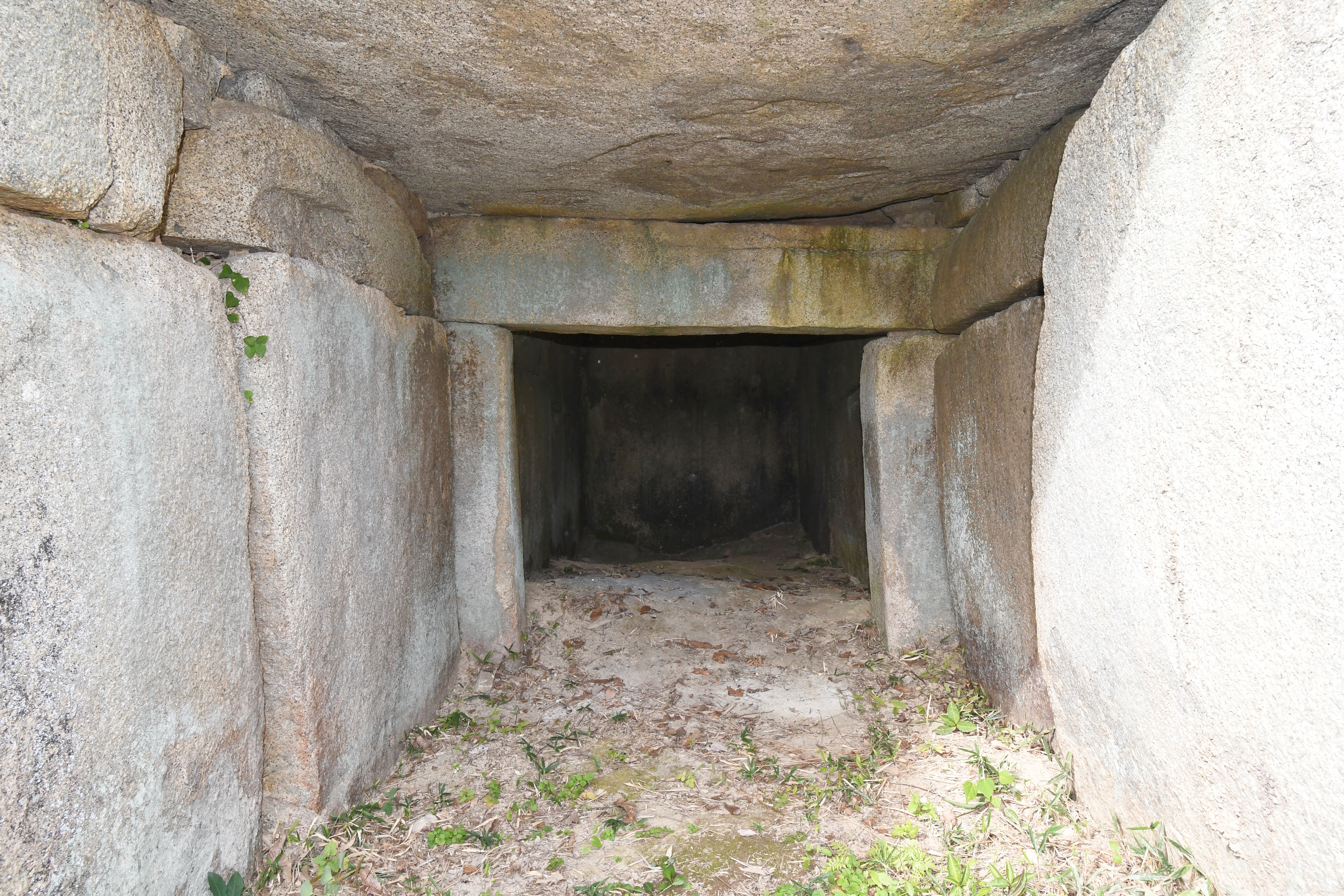
羨道（玄室方向）
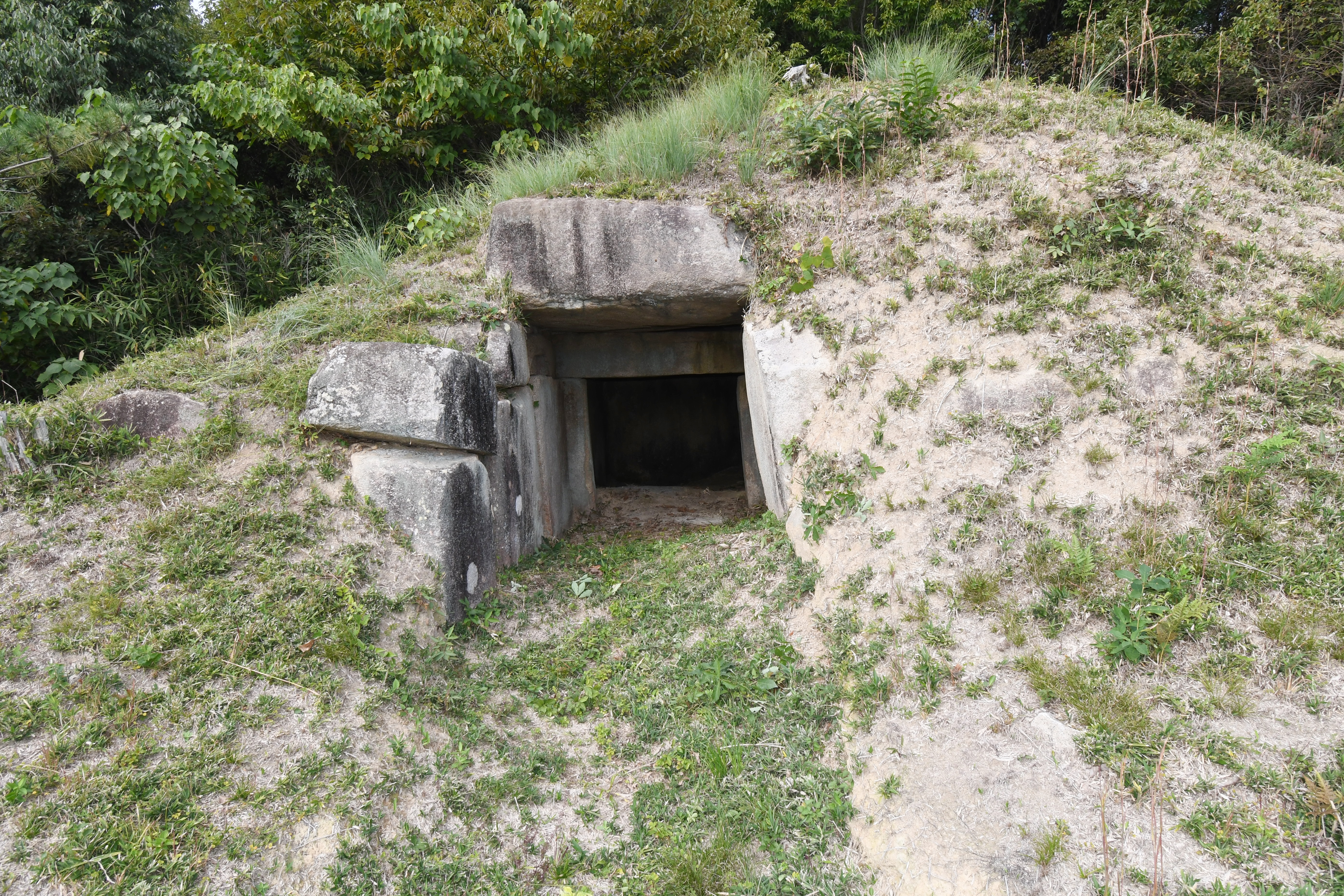
開口部

## 文化財

### 広島県指定文化財
- 史跡
  - 大佐山白塚古墳 - 1948年（昭和23年）9月17日指定、1949年（昭和24年）8月2日に指定名称変更[3]。